# Lobstick River
Lobstick River är ett vattendrag i Kanada.   Det ligger i provinsen Alberta, i den centrala delen av landet, 2 900 km väster om huvudstaden Ottawa.
Omgivningarna runt Lobstick River är en mosaik av jordbruksmark och naturlig växtlighet. Runt Lobstick River är det glesbefolkat, med 11 invånare per kvadratkilometer.